# Pigna (Rione)

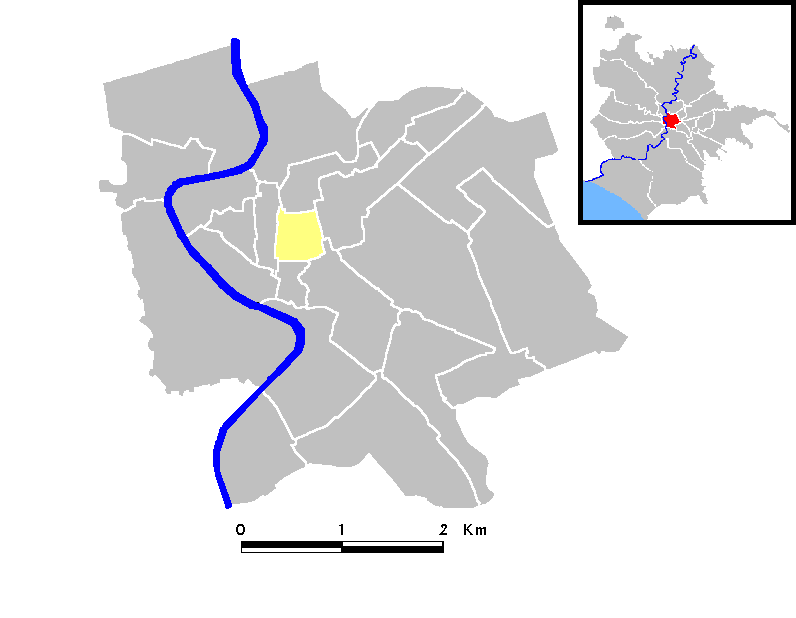
Lage von Pigna in Rom

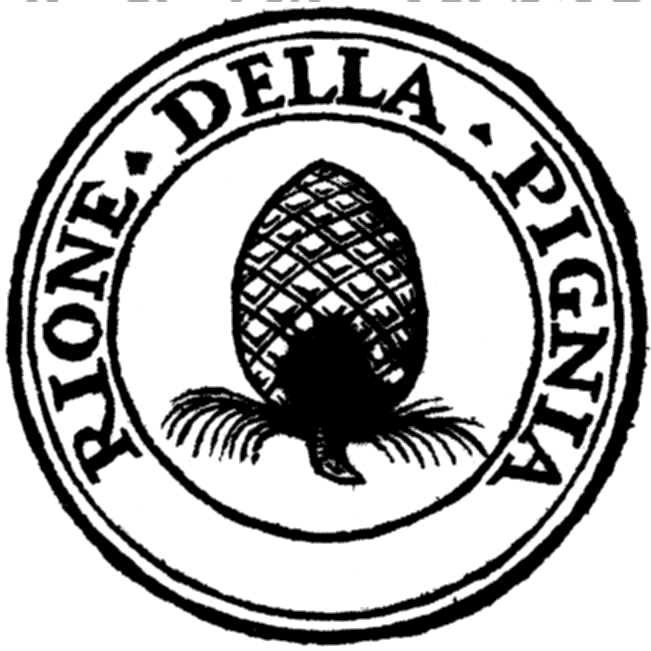
Wappen von Pigna

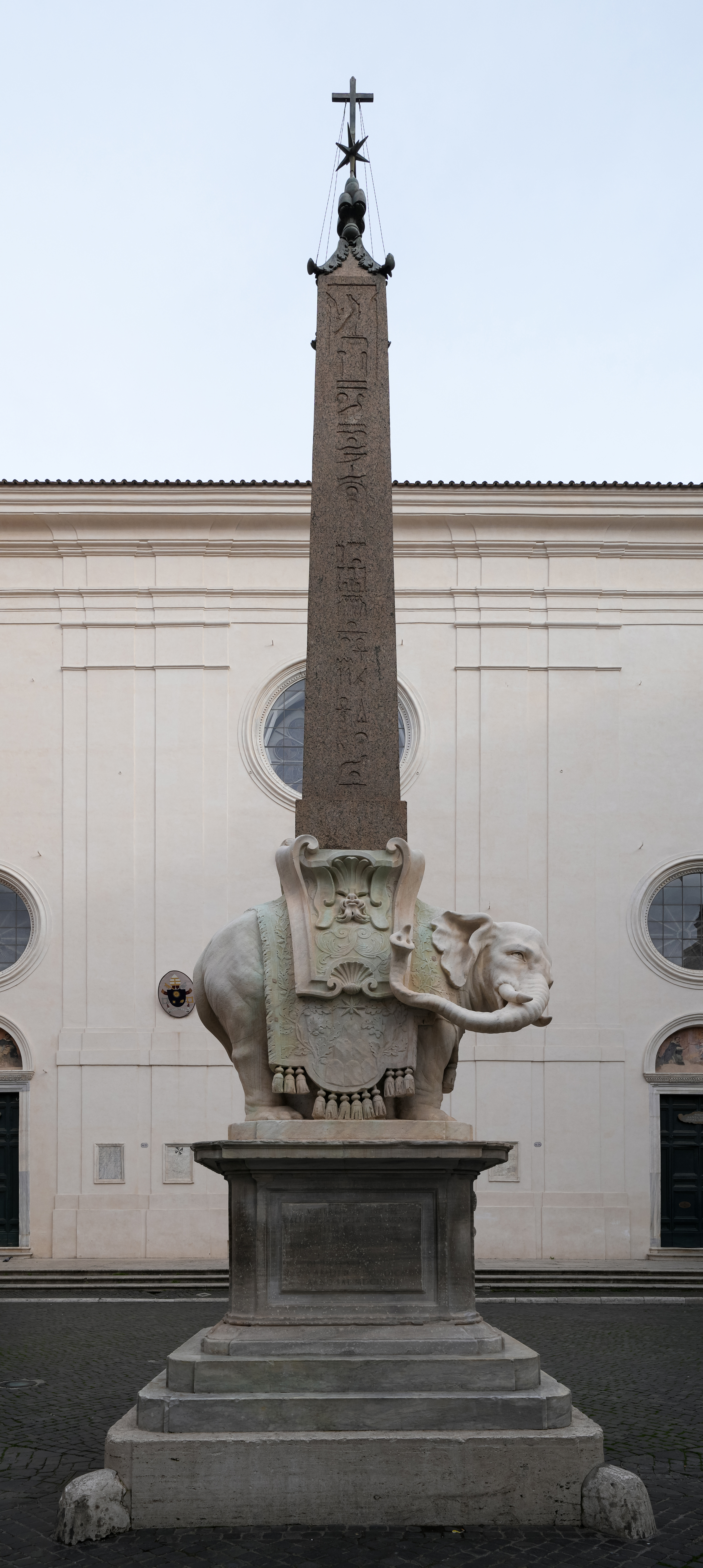
Berninis Elefant

Pigna ist der IX. Rione (Stadtteil) von Rom. Er umfasst das zentrale Altstadtgebiet zwischen Piazza Venezia und Pantheon.

## Geschichte
Der Name des Viertels stammt von einem riesigen antiken Pinienzapfen (italienisch Pigna), der der Legende nach einst die Kuppelöffnung des Pantheons verschlossen haben soll. Tatsächlich wurde die Skulptur jedoch als Brunnen in den angrenzenden Thermen des Agrippa genutzt. Sie steht heute im Cortile della Pigna in den Vatikanischen Museen.

## Wappen
Das Wappen zeigt einen Pinienzapfen.

## Stadtbild
Das Stadtviertel im mittelalterlichen Zentrum Roms ist annähernd quadratisch. Es wird im Norden von der Via del Seminario, im Osten von der Via del Corso, im Süden von der Via delle Botteghe Oscure und im Westen von der Via di Torre Argentina begrenzt. Den südöstlichen Eckpunkt bildet die Piazza Venezia, den südwestlichen der Largo di Torre Argentina und den nordwestlichen Eckpunkt die Piazza della Rotonda mit dem Pantheon. Als Hauptverkehrsachse wird das Stadtviertel von der erst 1881 angelegten Via del Plebiscito von Ost nach West durchschnitten.
Die wichtigsten Baudenkmäler sind:
- das Pantheon
- die barocke Jesuitenkirche Il Gesù
- Sant’Ignazio di Loyola in Campo Marzio, ebenfalls eine Jesuitenkirche
- der Palazzo del Collegio Romano
- die Basilika Santa Maria sopra Minerva
- die Piazza della Minerva mit Berninis Elefant
- der Palazzo Venezia
- der Palazzo Doria-Pamphilj mit der Galleria Doria-Pamphilj
- die Kirche Santo Stefano del Cacco
- der Palazzo Maffei Marescotti
- die Kirche San Giovanni della Pigna